# Quai Saint-Léonard
Le quai Saint-Léonard est une artère de Liège (Belgique) reliant le quai de Maestricht au quai de Coronmeuse sur la rive gauche de la Meuse.

## Description
Le quai Saint-Léonard est un des plus longs quais (environ 1 100 mètres) de la ville de Liège. Il occupe la rive gauche de la Meuse  entre le pont Maghin et les environs du pont Atlas et sert d'accès à la ville de Liège depuis le quartier de Coronmeuse et la ville de Herstal toute proche. Avec le quai de Coronmeuse voisin, il double l'historique rue Saint-Léonard qui a été pendant une dizaine de siècles le principal accès de la ville de Liège depuis Herstal. 
S'il est bordé de nombreux immeubles de douze étages construits pendant le dernier tiers du XXe siècle, le quai conserve néanmoins quelques bâtisses plus anciennes comme celles sises aux numéros 4/5, 25/26 (début du XVIIIe siècle), 36 (anciennement : Linière Saint-Léonard, actuellement hôtel Ramada Plaza), 41, 44, 74 et 76.

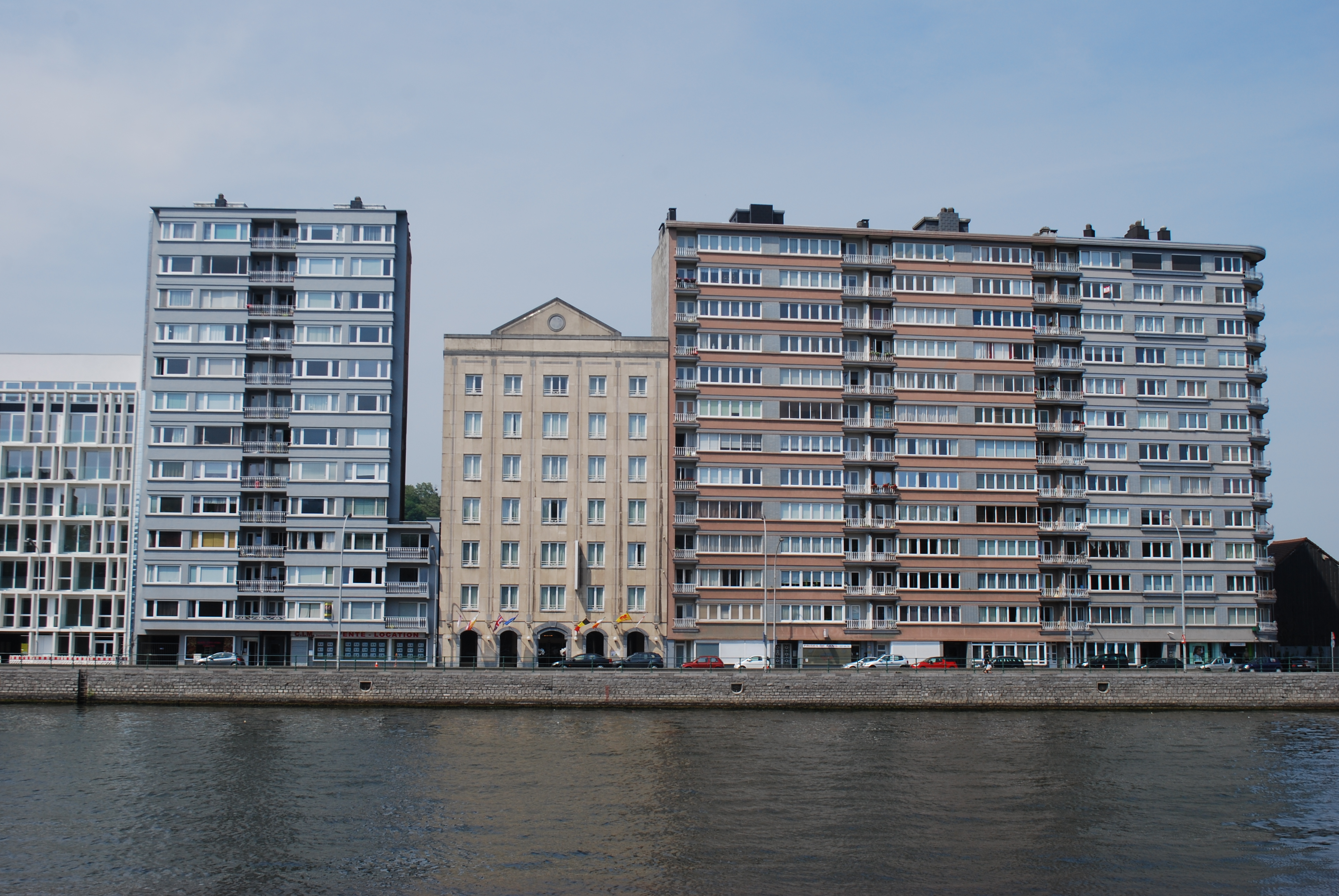
La Linière Saint-Léonard (actuellement hôtel Ramada Plaza) entourée d'immeubles modernes

Sur la rive opposée, se trouve le quai Godefroid Kurth.

## Activités

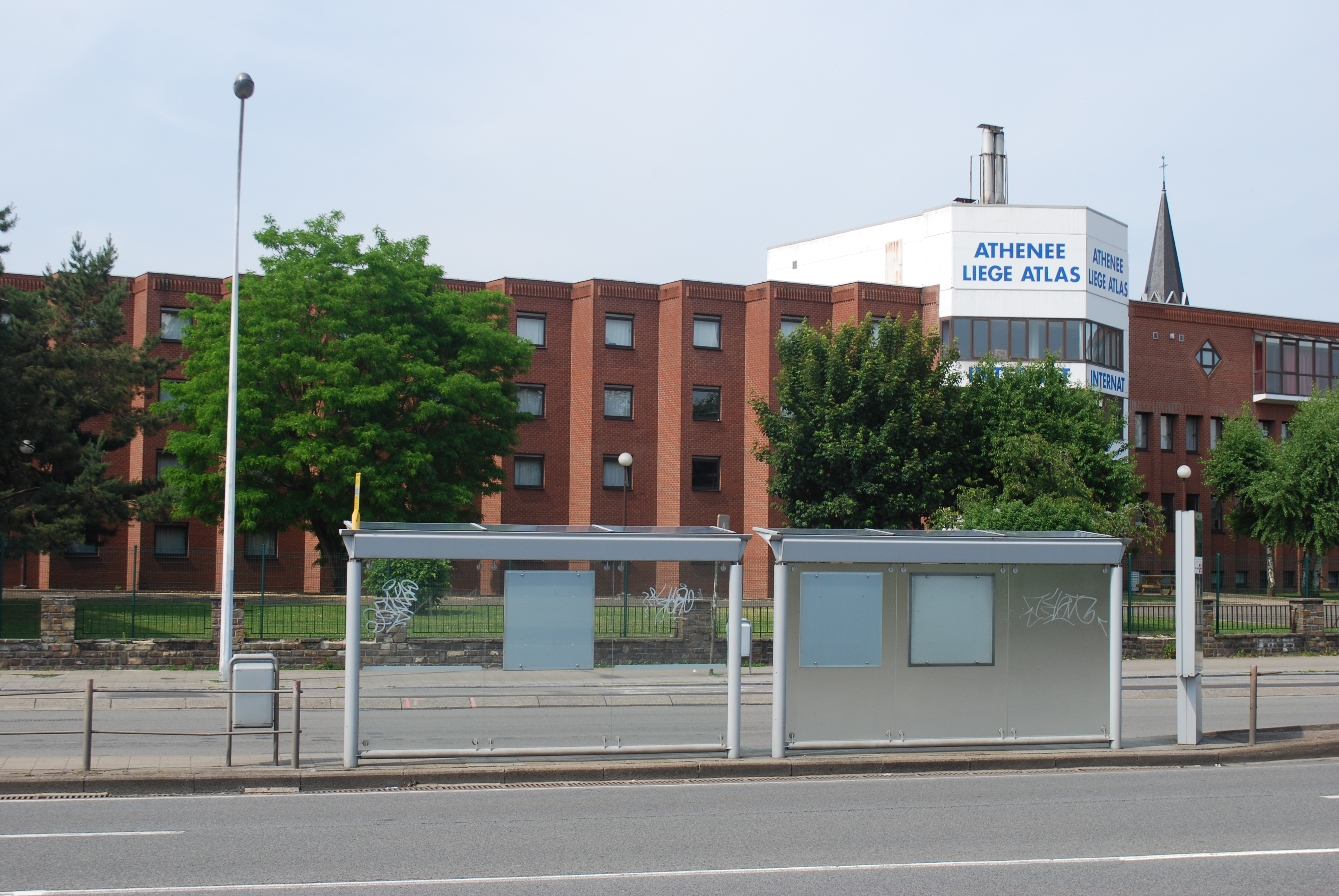
L'Athénée royal Liège Atlas

Tout comme le reste de la rive gauche depuis le quai Roosevelt, le quai Saint-Léonard abrite chaque dimanche le marché de la Batte dans son extrémité sud.
L'Athénée royal Liège Atlas se situe au no 80, à l'extrémité nord du quai. Auparavant se trouvait à cet endroit la Fonderie Royale de Canons.

## Voiries adjacentes
Du  pont Maghin vers le quai de Coronmeuse :
- Place des Déportés
- Rue Lambert Grisard
- Rue Marengo
- Rue Laport
- Rue Goswin
- Rue des Armuriers
- Rue du Commandant Marchand